# Helioscirtus gracilis
Helioscirtus gracilis är en insektsart som beskrevs av Vosseler 1902. Helioscirtus gracilis ingår i släktet Helioscirtus och familjen gräshoppor. Inga underarter finns listade i Catalogue of Life.